# Зеленохолмское
Зеленохолмское (фин. Kuujärvi) — пресноводное озеро на территории Полянского сельского поселения Выборгского района Ленинградской области.

## Общие сведения
Площадь озера — 0,8 км², площадь водосборного бассейна — 125 км². Располагается на высоте 26,0 метров над уровнем моря.
Форма озера продолговатая: оно вытянуто с северо-запада на юго-восток. Берега каменисто-песчаные, преимущественно возвышенные.
Из юго-восточной оконечности озера вытекает река Полянка, впадающая в Полянское озеро. Из Полянского вытекает река Петлянка, впадающая в озеро Красавица, из которого вытекает река Камышовка, приток реки Гороховки, впадающей, в свою очередь, в Выборгский залив.
В северо-западную оконечность озера впадает река Лунка, несущая воды озёр Краснофлотского, Красногвардейского и Подгорного.
Населённые пункты вблизи водоёма отсутствуют.
Название озера переводится с финского языка как «лунное озеро».
Код объекта в государственном водном реестре — 01040300511102000009797.